# Gerwald Sonnberger

Gerwald Sonnberger am 24. November 1994 beim Kunstverein Passau

Gerwald Sonnberger (* 22. Dezember 1950 in Linz; † 11. Dezember 2001 in Schärding) war Gründungsdirektor und von 1990 bis 2000 Leiter des Museums Moderner Kunst in Passau. Seit 1993 hat er außerdem das Egon Schiele Art Centrum in Krummau geleitet, seit 1996 war er Kurator der Oskar-Kokoschka-Galerie in Prag und von 1998 bis 2000 Direktor der Neuen Galerie in New York.
Im Vorstand des Kunstvereins Passau e. V. war er 1985 bis 1999 Ausstellungsleiter. Hanns Egon Wörlen, Präsident des Kunstvereins Passau und Gründer des Museum Moderner Kunst Passau, in dessen Architekturbüro Gerwald Sonnberger bis 1990 gearbeitet hat, hat ihn gefördert.
1979 hat er mit Helga Hofer, Fritz Lichtenauer u. a. die österreichische Kulturzeitschrift Landstrich begründet und herausgegeben. Das Heft 19 (2003) ist Gerwald Sonnberger gewidmet.

## Veröffentlichungen, Ausstellungen
- Gerwald Sonnberger, Franz Xaver Hofer, Annerose Riedel (Red.): Carry Hauser – Georg Philipp Wörlen. Andreas-Haller-Verlag, Passau 1988, ISBN 3-88849-991-7
- Gerwald Sonnberger (Konzeption, Gestaltung, Ausstellungsorganisation) und Igorʹ Sergeevič Šelkovskij: Russlands zweite Avantgarde (Vtoroj russkij avangard). Igor Chelkovski, Ivan Chujkov, Ėduard Gorochovski, Nikolai Grizjuk, Francisco Arana Infante, Ilja Kabakov, Alexander Kosolapov. Schärding und Passau (Verein zur Förderung Moderner Kunst u. a.) 1998 (= Ausstellungskatalog), ISBN 3-928844-28-8, Signatur Staatliche Bibliothek Passau: 00/LO 75030 S699 und S/a Mld 184
- Gerwald Sonnberger (Konzeption, Gestaltung, Ausstellungsorganisation): Arnulf Rainer. Überzeichnungen, Übermalungen. Passau (Museum Moderner Kunst – Stiftung Wörlen) 1998 (=Katalog zur Ausstellung 8. Juli – 16. Oktober 1994), ISBN 3-928844-05-9, Signatur Staatliche Bibliothek Passau: S/a Mld 149 und 00/LI 70260 S699
- Gerwald Sonnberger (Ausstellung und Katalog/výstavy a katalog): Oskar Kokoschka. Wien, Prag. Krummau/Český Krumlov (Egon Schiele Centrum) 1997 (= Ausstellungskatalog, Text dt. und tschechisch), ISBN 3-928844-24-5, Signatur Staatliche Bibliothek Passau: 00/LI 48350 S699, S/a Oa 1043+2 und S/a Oa 1043
- Gerwald Sonnberger (Ausstellungsorganisation und Katalog), Museum Moderner Kunst – Stiftung Wörlen (Hg.): Hermann Nitsch. Das Orgien Mysterien Theater. Aktionsmalerei, Relikte, Aktionsfotos. Passau (Festspiele Europäische Wochen Passau) 1996, ISBN 3-928844-20-2, Signatur Staatliche Bibliothek Passau: 00/LI 63500 S699, S BBP/07 QAE 59, S/Mld 364 und S/Mld 364+2